# Neodexiospira
Neodexiospira is een geslacht van borstelwormen uit de familie van kalkkokerwormen (Serpulidae).

## Soorten
- Neodexiospira alveolata (Zachs, 1933)
- Neodexiospira brasiliensis (Grube, 1872) (Braziliaanse kalkkokerworm)
- Neodexiospira fauveli Pillai, 1970 (nomen dubium)
- Neodexiospira foraminosa (Bush in Moore & Bush, 1904)
- Neodexiospira formosa (Bush, 1905)
- Neodexiospira kayi (Knight-Jones, 1972)
- Neodexiospira lamellosa (Lamarck, 1818)
- Neodexiospira pseudocorrugata (Bush, 1905)
- Neodexiospira steueri (Sterzinger, 1909)
- Neodexiospira tambalagamensis Pillai, 1970
- Neodexiospira turrita (Vine, 1972)